# آلبرتو گریمالدی
آلبرتو گریمالدی (انگلیسی: Alberto Grimaldi؛ زادهٔ ۲۸ مارس ۱۹۲۵ – درگذشته ٢٣ ژانویه ٢٠٢١) تهیه‌کننده فیلم اهل ایتالیا بود. گریمالدی تهیه‌کننده آثار مشهور زیادی؛ ازجمله حکایت‌های ناپسند، خوب، بد، زشت، جسدهای سرشناس و دار و دسته‌های نیویورکی بود.  
او در ٢٣ ژانویه ٢٠٢١ و بر اثر کهولت سن درگذشت. 

## زندگی شخصی
از آلبرتو گریمالدی فرزندانش، ماسیمو، مائوریتزیو و مارچلو و همچنین سه نوه به یادگار مانده است.  